# Nombre transfini

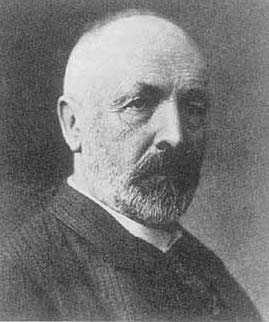
Le mathématicien George Cantor (1918).

Les nombres transfinis sont des nombres exposés et étudiés par le mathématicien Georg Cantor qui sont plus grands que tous les nombres finis. Cantor a introduit le terme « transfini » car ces nombres établissent une forme de hiérarchie dans les ensembles infinis. Ces notions participent à la théorie des ensembles.
Un nombre entier naturel peut être utilisé pour décrire la taille d'un ensemble fini, ou pour désigner la position d'un élément dans une suite. Ces deux utilisations correspondent aux notions de cardinal et d'ordinal respectivement. Ces nombres ont des propriétés différentes selon que les ensembles auxquels ils s'appliquent sont finis ou infinis. Les cardinaux et ordinaux sont dits transfinis dans le second cas. Leur existence est assurée par l'axiome de l'infini.
Le premier nombre ordinal transfini est noté {\displaystyle \omega } (oméga), dernière lettre de l'alphabet grec. Il correspond au cardinal de l'ensemble des nombres entiers naturels {\displaystyle \mathbb {N} =\{0;1;2;3\ldots \}}, ordonné « naturellement ».
L'addition des ordinaux est associative mais pas commutative. On peut aussi définir une multiplication et une exponentiation, ce qui donne lieu à une arithmétique sur les nombres ordinaux transfinis. 
Dans ZFC, la théorie des ensembles de Zermelo-Fraenkel avec axiome du choix, à tout ensemble correspond un cardinal, et les cardinaux sont deux à deux comparables ; dans ce cadre, le plus petit cardinal transfini est noté {\displaystyle \aleph _{0}} (Aleph zéro) ; c'est le cardinal de l'ensemble des nombres entiers naturels ; dans la définition de von Neumann, {\displaystyle \aleph _{0}=\omega }, c'est le même objet noté différemment en tant que cardinal.
Il y a une arithmétique des cardinaux, qui est différente de celle des ordinaux.
Le cardinal {\displaystyle {\mathfrak {c}}} de l'ensemble des nombres réels est plus grand que {\displaystyle \aleph _{0}}, car il est impossible de faire correspondre un à un les entiers et les réels.

## Dans la littérature
Les nombres transfinis sont utilisés dans la nouvelle L'Aleph de Jorge Luis Borges, dans le livre homonyme.

## Liens
- [PDF] P. Dehornoy, Cantor et les infinis, Gazette des Mathématiciens - no 121, pages 28-46, juillet 2009.
- Article de Cantor sur les nombres transfinis (1895), en ligne et analyse sur BibNum.